# Ayenia purpusii
Ayenia purpusii är en malvaväxtart som beskrevs av T. S, Brandegee. Ayenia purpusii ingår i släktet Ayenia och familjen malvaväxter. Inga underarter finns listade i Catalogue of Life.